# Chalcostigma
Chalcostigma là một chi chim trong họ Chim ruồi.